# 芒果TV
芒果TV（英語：Mango TV）是湖南广播电视台旗下的互联网视频平台，也是湖南广播电视台IPTV和OTT服务牌照的实际运营方，由芒果超媒旗下的湖南快乐阳光互动娱乐传媒有限公司（简称“快乐阳光”）负责具体运营，为用户提供热门电视剧、电影、综艺节目和音乐视频点播服务以及部分电视台网络同步直播，口号为“天生青春”。

## 历史
2004年1月，湖南卫视新媒体网站“金鹰网”（hifly.tv）正式上线。2008年1月1日，金鹰网改版为“视频门户网站”，使用新口号“看新鲜视频，上金鹰网”。2008年7月15日，湖南卫视官方网站和金鹰网整合运行，统一使用域名“hunantv.com”。
2014年4月20日，由金鹰网视频板块升级而成的“芒果TV”网络视频平台正式上线，沿用原金鹰网域名（hunantv.com）。芒果TV上线初期，为吸引用户，湖南卫视曾一度推出“芒果独播战略”，将自制综艺节目全部在芒果TV独家播出，使芒果TV用户数在2个月内从10万增长至1000万；同时，芒果TV以自制内容品牌“马栏山制造”陆续推出自制网络综艺节目、网络剧。
2015年，芒果TV宣布完成A轮融资，融得资金超5亿元人民币，市场估值已突破70亿元人民币。
2016年1月，芒果TV启用全新互联网域名“mgtv.com”，年内宣布完成B轮融资，募集资金近15亿元人民币，投后市场估值达135亿元人民币；推出的推理游戏节目《明星大侦探》大受欢迎，成为芒果TV日后的招牌综艺系列节目。
2018年3月19日，芒果TV面向海外用户的国际版APP“MangoTV”上线。2018年6月，芒果TV作价95.3亿元人民币注入湖南广电上市公司“快乐购物”（后更名“芒果超媒”），正式成为中国国内A股首家国有控股的视频平台。2018年7月，芒果TV举办首个大型线下活动“青春芒果节”。
2020年，推出现象级女性真人秀节目《乘风破浪的姐姐》。
2021年，推出面向年轻人的“新潮国货”电商平台“小芒”。
2022年5月，湖南卫视与芒果TV正式宣布启动双平台融合战略，双方在节目内容和营销体系上将进行深度融合。

## 争议

### 旗下演员大闹高铁站
2019年9月2日，南京艺术学院2017级表演专业大学生，當時還是芒果TV旗下的签约女演员刘露在準備搭乘高铁時，因携带易燃压缩气罐被宜昌东站安检员阻止，刘露不满并大闹高铁站，并在過程中對乘務員說出“我是公众人物”，“我5000元鞋承担不了我的脚”，“你完了”等言論，結果被行政拘留5日，随后该视频报道于9月17日传入微博，被网友爆料出正是演员刘露。9月18日，芒果TV發出公告，宣布解除刘露的合约。她在合約期當中有份拍攝的網劇《三千鸦杀》雖然在2020年正式播出，但是由於劉露已經和芒果TV解約，製作組進行AI後期處理，原本劉露的臉部被另一女演員张鼎鼎的臉部遮蓋。除此之外，她有份出演的網劇《时光与你都很甜》也通過類似方式，由女演員林昕宜的臉部取代。

### 综艺违规使用无人机
2019年12月25日，芒果TV综艺《小小的追球》在印尼拍摄期间，违规使用无人机拍摄，导致7名工作人员被遣返，次日，芒果TV发表致歉声明。

### 疑似抵制圣诞节
2020年12月24日，芒果TV综艺《明星大侦探第6季》第一案（上）播出时，节目中应景圣诞节的装饰几乎都被雾化处理，但也有些耶诞彩带和耶诞礼物装饰没有被后制遮掉，有些原本头戴的圣诞帽与发饰则用动画图案遮掩。而画面中除了演出艺人外，节目背景显现一片模糊，引发网民舆论热议，质疑节目组是在抵制圣诞節日导致做法「太过粗糙」，严重影响观感，认为电视台矫枉过正。在之后播出的第一案（下）中，同样的圣诞装饰则没有雾化处理。

## 電視劇／網絡劇（首播）
不列上星首播同步如（湖南卫视）
- 金牌红娘
- 搭讪大师

- 花样江湖
- 学童进击之新生来袭
- 古镜
- 女生日记之做决定事务所
- 史料不及
- 金牌红娘2

- 终极游侠
- 半妖倾城
- 兰陵王妃
- 半妖倾城第二季

- 不一样的美男子2
- 東京白日夢女
- 天使的幸福
- 通天狄仁杰
- 亲爱的王子大人
- 受保护过度的加穗子
- 爱你一万年
- 神奈小姐
- 可惜不是你
- 那刻的怦然心动

- 茧镇奇缘
- 东山晴后雪
- 二分之一美少年
- 幸福巧克力
- 她很漂亮
- 法医秦明2清道夫
- 我们的青春期
- 惹上冷殿下
- 游泳先生
- 如若巴黎不快乐
- 颤抖吧阿部之朵星风云
- 人不彪悍枉少年
- 我的恶魔少爷
- 我与你的光年距离2

- 众王驾到
- 奈何BOSS要娶我
- 最动听的事
- 彗星来的那一夜
- 我的奇妙男友2之恋恋不忘
- 嘀！男友卡
- 夜空中最闪亮的星
- 我的波塞冬
- 你好，对方辩友
- 出线了，初恋
- 亲爱的婚姻
- 马卡龙少女
- 班长“殿下”
- 陪你到世界之巅
- 那年夏天有风吹过
- 不可思议的晴朗
- 极限17：羽你同行
- 食分喜欢你
- 极限17：滑魂
- 哪里有彩虹告诉我
- 极限17：扣杀
- 别碰我心底的小柔软
- 学警旋风
- 满满喜欢你
- 我爱你这是最好的安排
- 竹马钢琴师
- 初恋那件小事
- 海棠经雨胭脂透
- 谁的青春不叛逆
- 一夜新娘
- 惹不起的殿下大人
- 身为一个胖子
- 拜托，请你爱我
- 我们的留学日志
- 锦衣之下

- 那年夏天的秘密
- 上古密约
- 时光与你都很甜
- 手可摘星辰
- 三千鸦杀
- 忘记你，记得爱情
- 楼下女友请签收
- 长安少年行
- 天醒之路
- 韫色过浓
- 山寨小萌主
- 我才不要和你做朋友呢
- 奈何boss又如何
- 夏夜知君暖
- 那江烟花那江雨
- 彗星来的那一夜II蓝洞之恋
- 萦萦夙语亦难求
- 拾光的秘密
- 离人心上
- 我好喜欢你
- 心动的瞬间
- 凤唳九天
- 乘风少年
- 完美先生和差不多小姐
- 谢谢让我遇见你
- 黑色灯塔
- 从结婚开始恋爱
- 我有特殊沟通技巧
- 她和他的恋爱剧本
- 阳光之下

- 舒克与桃花
- 你好，对方辩友2
- 暗恋橘生淮南
- 玲珑
- 不可思议的爱情
- 一起学习吧

- 江照黎明
- 我要和你做兄弟
- 尚食
- 东八区的先生们

- 那些回不去的年少时光
- 爱的勘探法
- 请成为我的家人
- 我有一个朋友
- 与卿书
- 对你不止是喜欢
- 恩爱两不疑
- 白羽流星
- 江河日上
- 19层
- 夏日奇妙书
- 我的人間煙火
- 我和我爸的十七歲
- 親愛的天狐大人
- 大宋少年志
- 白日夢我

## 綜藝節目（首播）
- 《偶像万万碎》
- 《完美假期》

- 《大本营的秘密花园》
- 《香蕉打卡》
- 《明星大侦探1.2》
- 《2016超级女声》
- 《完美假期II》
- 《爸爸去哪儿4》
- 《妈妈是超人》

- 《妈妈是超人2》
- 《变形计13》
- 《大本营的秘密花园2》
- 《2017快乐男声》
- 《中餐厅-会员定制版》
- 《我们来了2-会员定制版》
- 《香蕉打卡之脂肪特工队》
- 《爸爸去哪儿5》
- 《明星大侦探3》
- 《亲爱的·客栈-会员定制版》
- 《宝贝的新朋友》
- 《萌仔萌萌宅》
- 《放学别走》

- 《变形计14》
- 《妈妈是超人3》
- 《重返地球》
- 《好想谈恋爱啊》
- 《真心大冒险》
- 《密室逃脱·暗夜古宅》
- 《易安少年成长计划》
- 《童言有计》
- 《向往的生活2-会员定制版》
- 《勇敢的世界》
- 《妻子的浪漫旅行》
- 《一起出发吧》
- 《野生廚房》
- 《明星大侦探4》

- 《女兒們的恋爱》
- 《哈哈农夫》
- 《密室大逃脫》
- 《少年可期》
- 《妻子的浪漫旅行2》
- 《新生日记》
- 《我最爱的女人们》
- 《一路成年》
- 《女兒們的恋爱2》
- 《哎呀好身材》
- 《功夫学徒》
- 《妻子的浪漫旅行3》
- 《明星大侦探5》
- 《小小的追球》
- 《甜蜜的任務》

- 《我们的乐队》
- 《明星大侦探之名侦探学院2》
- 《朋友請聽好》
- 《来自手机的你》
- 《婚前21天》
- 《婆婆与妈妈》
- 《奇妙小森林》
- 《妻子的浪漫旅行4》
- 《乘风破浪的姐姐》
- 《说唱听我的》
- 《密室大逃脫2》
- 《新生日记2》
- 《哎呀好身材2》
- 《小巨人运动会》
- 《功夫学徒2》
- 《飞驰的尾箱》
- 《女兒們的恋爱3》
- 《宝贝有戏》
- 《明星大侦探之名侦探学院3》
- 《明星大侦探6》
- 《姐姐的爱乐之程》

- 《乘风破浪的姐姐2》
- 《听姐说》
- 《初入職場的我們》
- 《妻子的浪漫旅行5》
- 《明星大侦探之名侦探学院4》
- 《密室大逃脫3》
- 《寻找烟火里的声音》
- 《扑通扑通的心》
- 《说唱听我的2》
- 《再見愛人》
- 《女兒們的恋爱4》
- 《披荆斩棘的哥哥》
- 《我的家乡好美》
- 《做朋友也没关系》
- 《大湾仔的夜》
- 《明星大侦探之名侦探学院5》
- 《哎呀好身材3》
- 《我們的滾燙人生》
- 《马栏花花便利店》
- 《YES OR NO》

- 《你好！大女生》
- 《跟着冠军去滑雪》
- 《朋友請聽好2》
- 《大侦探7》
- 《YES OR NO2》
- 《春日遲遲再出發》
- 《初入職場的我們·法醫季》
- 《欢迎来到蘑菇屋》
- 《聲生不息·港樂季》（与香港TVB合拍）
- 《乘风破浪3》
- 《爸爸当家》
- 《快乐再出发》
- 《密室大逃脫4》
- 《閃耀吧！體育生》
- 《地球之极·侣行》
- 《少年出游记》
- 《美好年华研习社》
- 《披荆斩棘2》
- 《想唱就唱的夏天》
- 《星星的约定》
- 《快乐回来啦》
- 《飞驰吧！少年》
- 《我們的滾燙人生·騎行季》
- 《再見愛人2》
- 《大湾仔的夜2》
- 《乐队的海边》
- 《大使的厨房》
- 《我在你的未来吗》
- 《妻子的浪漫旅行6》
- 《哎呀好身材4》
- 《快乐再出发2》
- 《明星大侦探之名侦探学院6》
- 《去炫吧！乐派》
- 《百分百开麦》

- 《大侦探8》
- 《恋爱到结婚的距离》
- 《运动者联盟2》
- 《东北插班生—老铁我们来了》
- 《聲生不息·寶島季》
- 《宝贝有戏2》
- 《女子推理社》
- 《何以智胜》
- 《青年π计划》
- 《乘风2023》
- 《爸爸当家2》
- 《密室大逃脫5》
- 《快乐的大人》
- 《跳进地理书的旅行》
- 《森林进化论》
- 《初入職場·法醫季2》
- 《中国有滋味》
- 《浔风赤子心》
- 《披荆斩棘3》
- 《大宋探案局》
- 《一路笑开花》
- 《再見愛人3》
- 《封神训练营》
- 《哎呀好身材5》
- 《花儿与少年5·丝路季》
- 《爱的修学旅行》
- 《快乐老友记》
- 《飞驰吧！少年2》
- 《来者何人》
- 《一起！出发吧》
- 《明星大侦探之名侦探学院7》
- 《聲生不息·家年華》
- 《田间的少年》
- 《跳进地理书的旅行2》

- 《友趣的日子》
- 《我的家乡好美2》
- 《再次心动》
- 《大侦探9》
- 《真爱智上》
- 《是女儿是妈妈》
- 《百分百出品》
- 《爸爸当家3》
- 《花儿与少年·好友记》
- 《乘风2024》
- 《灿烂的花园》
- 《飞常大排档》
- 《翻滚吧！音浪》
- 《魔方新世界》
- 《小小少年》
- 《快乐老友记2》
- 《田间的少年2》
- 《我家那閨女2024》
- 《初入職場·機長季》
- 《忙忙碌碌寻宝藏》
- 《密室大逃脫6》
- 《披荆斩棘4》
- 《跳进地理书的旅行3》
- 《花儿与少年6》
- 《万里挑一的局》
- 《森林进化论2》
- 《再見愛人4》
- 《吾湖音乐局》
- 《女子推理社2》
- 《我在中国当弄农人》
- 《聲生不息·大灣區季》
- 《超棒的我们》
- 《名侦探的假期》
- 《明星大侦探之名侦探学院8》

- 《快乐再出发3》
- 《姜姜好》
- 《大侦探10》
- 《妻子的浪漫旅行7》
- 《白日梦想事务所》
- 《快乐的大人2》
- 《乘风2025》
- 《小小少年2》
- 《是女儿是妈妈2》
- 《爸爸当家4》
- 《哈哈没烦恼》
- 《友有游几天》
- 《小伙小妹换游记》
- 《森林进化论3》
- 《我们的宿舍》
- 《密室大逃脫7》
- 《再次心动2》
- 《你就宠ta吧》
- 《出发吧!人间美好》
- 《我家那閨女2025》
- 《披荆斩棘5》
- 《花儿与少年7·同心季》
- 《搞笑艺家人》
- 《巴黎合伙人》
- 《假期中的她们》
- 《姐姐妹妹抓娃娃》
- 《初入職場·中醫季》

## 旗下艺人
2020年4月25日，芒果TV艺人经纪中心正式成立，原属于公司影视中心的15位签约艺人整体划转至艺人经纪中心管理。2021年，芒果TV艺人经纪中心与芒果娱乐、芒果影视完成资源整合。截至2022年3月，芒果TV艺人经纪中心共有23位经纪人和53位签约艺人，涵盖影视、综艺、音乐三大领域，对外统一呼号为“芒果TV艺人”（英語：MGTV Star）。2022年6月起，芒果TV艺人经纪中心与天娱传媒实现一体化运营，并启用芒果超媒品牌标识及“芒果艺人”与“MG Star”的中英文对外统一呼号。

### 现役

#### 男演员
- 杨烁
- 高瀚宇
- 佟梦实
- 侯雯元
- 李强
- 郑伟
- 代云帆
- 刘凯
- 陈鹏万里
- 马志威
- 高旭阳
- 黄烁文
- 楊霖
- 芦鑫
- 黄灏楠
- 刘增宇
- 贾浩渊
- 千喆
- 赵轩
- 贾一泽
- 王煜
- 刘泳辰
- 曲靖

#### 女演员
- 万茜
- 黄奕
- 趙昭儀
- 戚砚笛
- 王佳宇
- 吕小雨
- 宋芳园
- 苏梦迪
- 羅予彤
- 吳恙
- 潘玥同
- 盛蕙子
- 黄子星
- 柯颖
- 石洁茹
- 朱嘉倩
- 王可
- 李林谦
- 肖然心（本名肖洁）
- 李若宁
- 庞奕欣

#### 歌手／组合
- 丁噹
- 袁咏琳
- 王凯
- 魔動閃霸

#### 主持人
- 吴昕
- 齊思鈞
- 李莎旻子
- 马萱
- 冯青
- 苏眉月
- 蔡虎庭

### 已解约
| 男 - 陈子由 - 潘宥诚 - 完顏洛絨 - 張屹楊 - 王澤軒 - 肖燃 - 王熙文 - 劉宥暢 - 查杰 - 邵明明 - 石凱 - 赵子珺 - 廖骞 | 女 - 屠芷莹 - 刘露 - 张芸 - 林昕宜 - 趙甜鴿 - 馬小欽 - 陳姝君 - 黄圣依 - 朱婧汐 - 喻美壬 - 陈米麒 - 许晓诺 - 钟好 |